# Durban Challenger 1988
Il Durban Challenger 1988 è stato un torneo di tennis facente parte della categoria ATP Challenger Series nell'ambito dell'ATP Challenger Series 1988. Il torneo si è giocato a Durban in Sudafrica dal 28 novembre al 4 dicembre 1988 su campi in cemento.

## Vincitori

### Singolare
Gary Muller ha battuto in finale  Royce Deppe con il punteggio di 6–3, 7–5

### Doppio
Michael Robertson /  Tim Wilkison hanno battuto in finale  Wayne Ferreira /  Grant Stafford con il punteggio di 6–2, 6–2